# علی المزیدی
علی المزیدی (انگلیسی: Ali Al-Mazyadei؛ زادهٔ ۲۴ سپتامبر ۱۹۸۵) یک ورزشکار اهل عربستان سعودی است.
از باشگاه‌هایی که در آن بازی کرده‌است می‌توان به باشگاه فوتبال الفتح عربستان سعودی و باشگاه فوتبال الاتحاد اشاره کرد.